# 松田重助
松田重助（まつだ じゅうすけ、天保元年〈1830年〉 - 元治元年6月6日〈1864年7月9日〉）は、幕末の尊皇攘夷派志士。肥後国熊本出身。諱は範義（のりよし）。

## 経歴
熊本藩士・林桜園に国学を学び、宮部鼎蔵に兵学を学ぶ。弘化3年（1846年）に藩の小役人に取り立てられるも大政を論じて働かず、閑職である二の丸玄関番に格下げされた。嘉永6年（1853年）に江戸へ出ると過激な尊皇攘夷活動に参加。幕府によって指名手配され、人相書が貼り出されるようになったが、変装・変名などは用いずに大胆な活動を続ける。
文久3年（1863年）の八月十八日の政変で、公卿たちと共に京都を去る（七卿落ち）。再び上洛して同志らと再挙を謀っていたところ、元治元年（1864年）6月5日、池田屋事件に遭遇し、新選組に捕縛される。その翌朝、脱走して河原町まで逃げたが、見廻りの会津藩士らによって殺害された。享年35。明治24年（1891年）、従四位を贈られる。